# Spoorlijn Oslo - Gardermoen
De spoorlijn tussen Oslo en luchthaven Oslo-Gardermoen naar Eidsvoll ook wel Gardermobanen genoemd is een Noorse spoorlijn tussen de hoofdstad Oslo en de plaats Eidsvoll, provincie Akershus.

## Geschiedenis
Het traject werd door de Norges Statsbaner op 22 oktober 1999 geopend.
Voor de aanleg werden drie nieuwe trajecten parallel aan de Hovedbanen aangelegd.
- tussen Eidsvoll en Kløfta via Gardermoen
- tussen Lillestrøm en Oslo

## Treindiensten
De Flytoget AS verzorgt het personenvervoer op dit traject met Flytoget treinstellen van het type BM 71.
- RB: Oslo S - Gardermoen
- RB: Drammen - Asker - Sandvika - Lysaker - Skøyen - Nationaltheatret - Oslo S - Lillestrøm - Gardermoen

De treindienst wordt door de NSB onder meer uitgevoerd met treinstellen van het type BM 69 en het type BM 72.
- RB 450: Eidsvoll - Gardermoen - Lillestrøm - Oslo S - Drammen - Kongsberg
- RB 702: Eidsvoll - Gardermoen - Lillestrøm - Oslo S - Drammen - Kongsberg

- RB 20: Skien - Drammen - Oslo S - Gardermoen - Lillehammer

Er bestonden plannen om per 29 februari 2012 deze treindienst met treinen van het type BM 74 uit te voeren. Door een ongeval op 15 februari 2012 is deze inzet tot mei 2012 uitgesteld.

## Aansluitingen
In de volgende plaatsen was of is er een aansluiting van de volgende spoorwegmaatschappijen:

### Oslo Sentralstasjon
- Bergensbanen, spoorlijn tussen Bergen en Oslo S
- Drammenbanen, spoorlijn tussen Drammen en Oslo S
- Dovrebanen, spoorlijn tussen Trondheim en Oslo S
- Sørlandsbanen, spoorlijn tussen Stavanger en Olslo S
- Gjøvikbanen, spoorlijn tussen Gjøvik en Oslo S
- Østfoldbanen, spoorlijn tussen Kornsjø en Oslo S
- Kongsvingerbanen, spoorlijn tussen Magnor en Oslo S
- Hovedbanen, spoorlijn tussen Eidsvoll en Oslo S
- Follobanen, spoorlijn tussen Ski en Oslo S

### Lillestrøm
- Kongsvingerbanen, spoorlijn tussen Magnor en Oslo S
- Dovrebanen, spoorlijn tussen Trondheim en Oslo S
- Hovedbanen, spoorlijn tussen Eidsvoll en Oslo S

### Eidsvoll
- Dovrebanen, spoorlijn tussen Trondheim en Oslo S
- Hovedbanen, spoorlijn tussen Eidsvoll en Oslo S

## Elektrische tractie
Het traject werd geëlektrificeerd met een spanning van 15.000 volt 16 2/3 Hz wisselstroom.

## Afbeeldingen

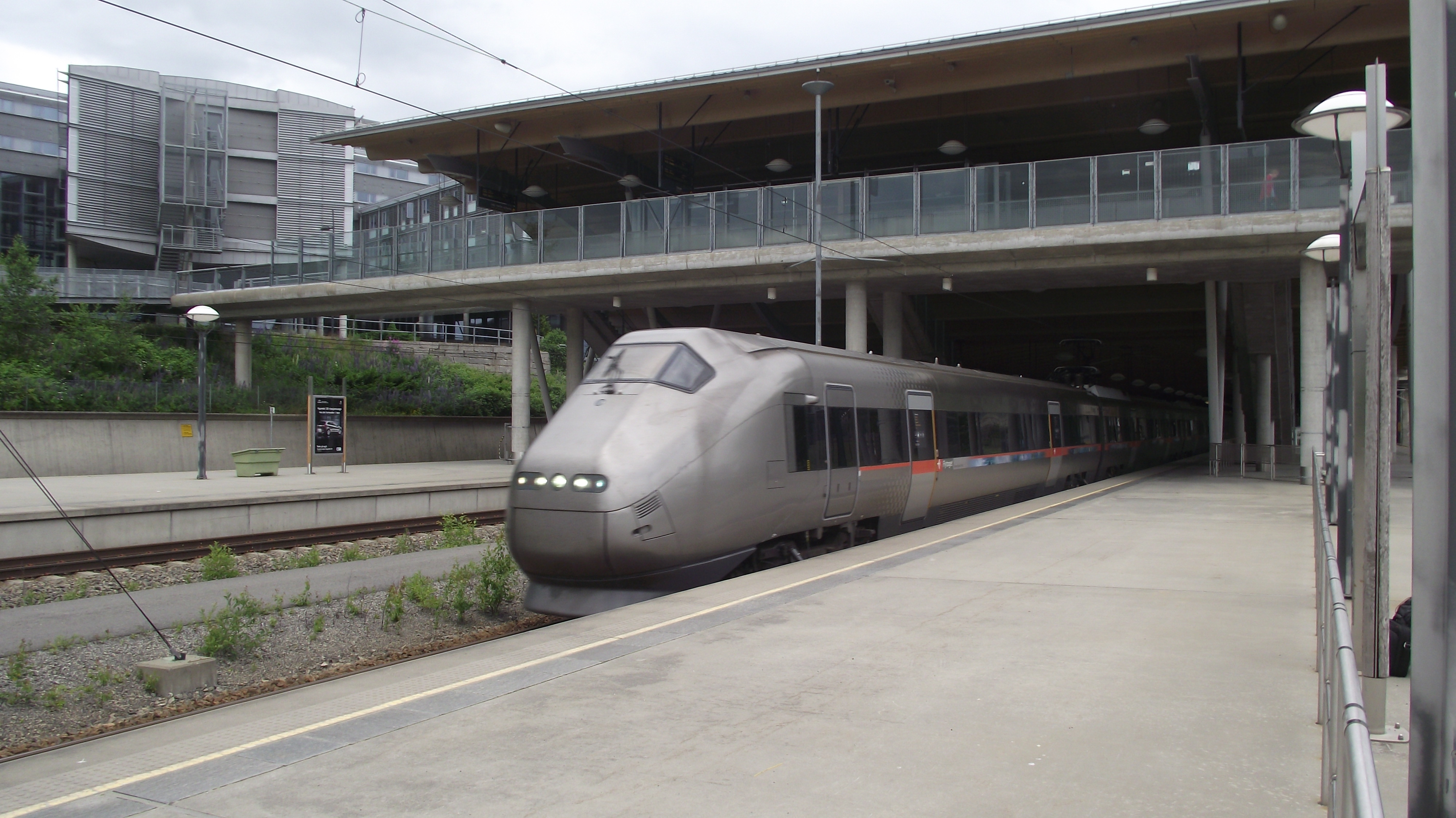
Station luchthaven Gardermoen met treinstel type BM 71
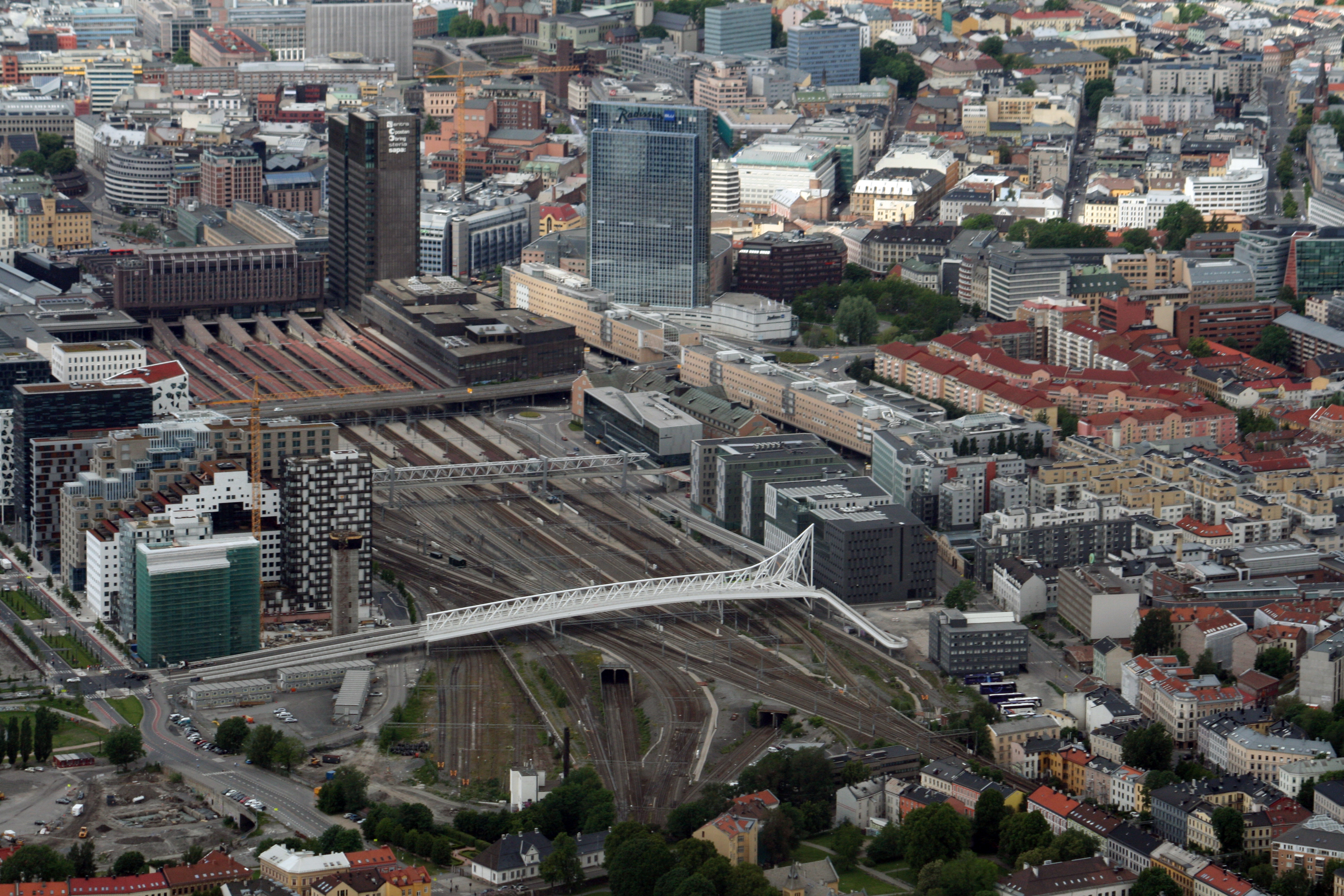
Oslo centraal station